# 觸電 (遊戲)
觸電是一個多人進行（至少三人以上）的團體遊戲，一般會在較平坦的地方進行，和大風吹一樣是搶位子的遊戲，沒有搶到位置的人當鬼，累計幾次當鬼的人算輸。因觸電的遊戲設計中，需要和左右兩個人牽手，常用在台灣的青少年活動或是一群男女生互相認識的聯誼活動中，在活動中有時會特意設計讓男生和女生間隔著坐，增加遊戲的趣味性。

## 玩法
觸電的遊戲方式是一群人手牽手閉眼圍圈，有一人當鬼，站在外圍。鬼會碰某一個人的肩膀，被拍到肩膀的人需要緊握左右兩邊人的手，若有人左手被緊握，需緊握右邊人的手（傳電），若是右手被緊握，則需緊握左邊人的手，最後會有一個人左右手都先後被緊握，這個人要大喊：「觸電」，其左右兩側的人需起立，繞大家坐著的圓圈外圍跑一圈後搶位置，同時鬼也會和這二個人一起搶位子，沒有搶到位置的人當鬼，累計幾次當鬼的人算輸。